# Климівка (Первомайський район)
Климівка —  селище в Україні, у Кривоозерська селищна громада Первомайського району Миколаївської області. Населення становить 81 особу.